# Donna Reed
Donna Reed, egentlig Donna Belle Mullenger, (født 27. januar 1921 i Denison, Iowa, USA, død 14. januar 1986 i Beverly Hills, Californien, USA) var en amerikansk filmskuespiller.
Hun fik sin debut i 1941, og blev lagt mærke til med rollen i The Picture of Dorian Gray (Dorian Grays portræt, 1945) og som sygeplejersken i John Fords They Were Expendable (Operation helvede, 1945). Hun fik stor succes i It's a Wonderful Life (Det er herligt at leve, 1946), hvorpå hun havde en atypisk rolle som den prostituerede i From Here to Eternity (Herfra til evigheden, 1953). Hun arbejdede siden mest for fjernsyn, bl.a. i sæbeoperaen Dallas (1984).
Hun har fået en stjerne på Hollywood Walk of Fame.